# Firehawk
Firehawk est un ancien parcours de montagnes russes en métal de type montagnes russes volantes. Il était situé à Kings Island près de Cincinnati, aux États-Unis. Le parcours de l'attraction était identique à celui de Batwing, des montagnes russes du même modèle du parc Six Flags America.

## Historique
Construit à l'origine pour le parc Geauga Lake sous le nom X-Flight en 2001, il a été fabriqué par Vekoma. La direction de Cedar Fair Entertainment Company pris la décision en fin de saison 2006, de démonter l'attraction pour l'envoyer à Kings Island. En février 2007, Kings Island annonçait sa nouveauté, quatre mois avant son ouverture officielle le 26 mai 2007.
Le 27 septembre 2018, Kings Island annonce que l'attraction sera fermée définitivement à la fin de la saison,. 

## Éléments de parcours
- Lie-to-fly
- Horseshoe turn
- Fly-to-lie
- Looping vertical
- Lie-to-fly
- Double inline twist
- Hélice descendante de 450˚
- Fly-to-lie

## Trains
Firehawk a deux trains de six wagons. Les passagers sont placés à quatre sur un rang pour un total de vingt-quatre passagers par train.